# Eutrichota triticiperda
Eutrichota triticiperda är en tvåvingeart som först beskrevs av Stein 1900.  Eutrichota triticiperda ingår i släktet Eutrichota och familjen blomsterflugor. Inga underarter finns listade i Catalogue of Life.